# Kevin Fiala
Kevin Fiala (ur. 22 lipca 1996 w St. Gallen) – hokeista szwajcarski czeskiego pochodzenia, gracz ligi NHL, reprezentant Szwajcarii.

## Kariera klubowa
- Malmö Redhawks (2012 - 24.04.2013)
- HV71 (24.04.2013-15.07.2014)
- Nashville Predators (15.07.2014 - 24.02.2019)
  -  Milwaukee Admirals (2014 - 2017)
- Minnesota Wild (24.02.2019 -

## Kariera reprezentacyjna
- Reprezentant Szwajcarii na MŚJ U-18 w 2014
- Reprezentant Szwajcarii na  MŚJ U-20 w 2014
- Reprezentant Szwajcarii na  MŚJ U-20 w 2015
- Reprezentant Szwajcarii na MŚ w 2014
- Reprezentant Szwajcarii na MŚ w 2015
- Reprezentant Szwajcarii na MŚ w 2018
- Reprezentant Szwajcarii na MŚ w 2019

## Sukcesy
Reprezentacyjne
- Srebrny medal z reprezentacją Szwajcarii na MŚ w 2018

Indywidualne
- Mistrzostwa Świata w Hokeju na Lodzie 2019/Elita:
  - Jeden z trzech najlepszych zawodników reprezentacji w turnieju[1]